# Tomáš Hoskovec
Tomáš Hoskovec (ur. 5 sierpnia 1960 w Igławie) – czeski lingwista (językoznawca ogólny i indoeuropeista), przewodniczący Praskiego Koła Lingwistycznego.
Studia z zakresu językoznawstwa ogólnego odbył na Wydziale Filozoficznym Uniwersytetu Karola w Pradze. Na Wydziale Matematyki i Fizyki studiował matematykę. Habilitację uzyskał w dziedzinie językoznawstwa indoeuropeistycznego.
Po ukończeniu studiów został zatrudniony na Uniwersytecie w Pilźnie. Od 1996 r. pracuje zaś na Uniwersytecie Masaryka. Jest także pracownikiem naukowym Instytutu Slawistyki Akademii Nauk Republiki Czeskiej.
Redaguje serię wydawniczą „Travaux du Cercle linguistique de Prague”. Jest głównym organizatorem projektu Atlas evropského strukturalismu. Jest autorem szeregu artykułów na temat rozwoju języków indoeuropejskich, zwłaszcza litewskiego i pruskiego. Porusza także historię Praskiego Koła Lingwistycznego.

## Wybrana twórczość
- Formální morfologie litevštiny ve funkčním popisu jazyka, 2008
- Celostní filologie jako program (na příkladu baltistiky). „Časopis pro moderní filologii”, 92/2010, 1–2, s. 10–17.
- Jiří Veltruský. „Theatralia” 2010/2, 15.10.2010. Brno: Kabinet divadelních studií při Semináři estetiky.
- Od významu v jazyce ke smyslu v textu: O dobrodružství strukturalistické cesty. „Slovo a slovesnost”, 69/2008, 1–2, s. 110–130.